# ウルトラサウロス
ウルトラサウロス (Ultrasauros) は、かつて肩甲骨を含む数個の巨大な化石に基づき命名され、史上最大になるであろうと分類されていた竜脚類恐竜の属の名である。ウルトラサウロスが別の恐竜の種であることがわかり、現在では無効であることが分かっている。

## 経緯
1979年、アメリカ、コロラド州ドライメサで、恐竜のものと思われる数個の巨大な化石が発見された。特に肩甲骨と思われる化石は当時発見されていたどの恐竜のものより大きく、史上最大の恐竜であろうということで「ウルトラサウルス」(Ultrasaurus) の愛称で呼ばれた。肩甲骨の形状は大きさこそ大きいものの、ブラキオサウルスのものにそっくりであったため、巨大なブラキオサウルスの姿で復元され、マスコミなどに取り上げられた。しかし、1985年にブリガムヤング大学のジェイムズ・ジャンセンがこの化石をUltrasaurus macintoshiとして正式に記載する以前に、韓国の古生物学者・金恒默が韓国で発見した別の竜脚類に1983年にウルトラサウルスと命名し韓国の学会誌に記載した。そのため、命名権先取の原則によりドライメサの竜脚類にウルトラサウルスという名前が使用できなくなった。
そこで1991年にジョージ・オルシェフスキーは意味が変わらないようにUltrasaurus の saurus を、ラテン語化した綴りである saurus から、もとのギリシャ語の綴りをラテン語でおきかえた sauros に変更し、正式にウルトラサウロス・マッキントッシ (Ultrasauros macintoshi) の名で記載した。
ところが後の研究で、巨大な骨のうちいくつかはディプロドクス科に属する全く異なる竜脚類であるスーパーサウルスのものであることがわかった。また肩甲骨を含む残りの骨については、ブラキオサウルスについてのその後の発見や比較研究から、ブラキオサウルス属の既知の種ブラキオサウルス・アルティトラックスのものあることがわかった。そのため現在では無効な名前である。なお、金鳳均の命名したウルトラサウルスについても、本人が上腕骨と大腿骨を間違ったことを認めており、現在は疑問名である。